# Estrasburgo
Estrasburgo (em francês:  Strasbourg, em alemão Straßburg, pronúncia em alsaciano Strossburi) é uma comuna situada no leste da França, na margem esquerda do Rio Reno. É a capital da região administrativa de Grande Leste e do departamento do Baixo Reno.
A aglomeração urbana prolonga-se até a Alemanha, à cidade de Kehl, que é o espelho geográfico de Estrasburgo do lado oposto do Reno.

## Etimologias
Antes do século V a cidade era conhecida como Argantorati (no nominativo e Argantorate no locativo), um nome celta latinizado. Inicialmente com o final -rati, que em gaulês significa "local fortificado", sendo um cognato da palavra irlandesa antiga ráth e arganto(n), (cognata da palavra latina argentum que também significa prata) a palavra gaulesa para prata e qualquer metal precioso, incluindo ouro o que significa uma mina de ouro próximo a um rio.
Depois do século V a cidade tornou-se conhecida por um nome completamente diferente: Strasbourg, uma palavra afrancesada do alsaciano, Strossburi. O nome é de origem germânica e tem origem na palavra latina strata, significando "estrada", ou seja no cruzamento de estradas e o fim -bourg vindo do protogermânico: burgz, que significa o mesmo que "burgo" em português: fortaleza em um morro.
Gregório de Tours foi o primeiro a mencionar o novo nome da cidade. Em seu décimo livro Historia Francorum, escrito logo após 590, ele diz que Egídio de Reims, acusado de conspirar contra o rei Quildeberto II da Austrásia em favor de seu tio Quilperico I, rei da Nêustria, foi considerado culpado por um conselho de bispos em Metz, foi removido do cargo e levado "ad Argentoratensem urbem, quam nunc Strateburgum vocant" ("para a cidade de Argentorato, que agora é chamada de Strateburgus"), onde ele foi exilado.

## História
Estrasburgo, conhecida pelos romanos como Argentorato (em latim: Argentoratum), foi fundada em 12 a.C. Era então um campo militar fortificado posicionado sobre o limes (fronteira do Império Romano) do Reno. Um canabae (aglomeração de habitações civis) desenvolveu-se ao redor do campo e em direção ao oeste, prelúdio ao desenvolvimento futuro da cidade.
Estrasburgo foi incorporada ao Império franco no século V. Em 842, a cidade foi palco dos Juramentos de Estrasburgo, mais antiga testemunha escrita das línguas francesa e alemã.
A catedral de Estrasburgo foi terminada em 1439, tornando-se o mais alto edifício do mundo entre 1625 a 1874, e permaneceu como a mais alta igreja do mundo até 1880, quando foi ultrapassada pela Catedral de Colônia, na Alemanha. Hoje é a sexta igreja mais alta do mundo. Durante a década de 1520, a cidade abraçou as teses religiosas de Martinho Lutero e João Calvino, cujos adeptos estabeleceram uma universidade no século seguinte.

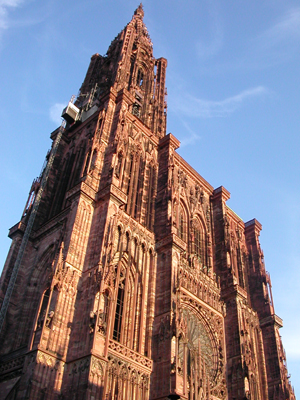
A Catedral de Estrasburgo foi o mais alto edifício do mundo entre 1625 e 1874.

Cidade livre e autônoma do Sacro Império Romano-Germânico, Estrasburgo foi anexada à França somente em 1681, estatuto confirmado pelo Tratado de Ryswick (1697). Louis XIV mandou destruir simbolicamente parte das fortificações da cidade. Isso cria uma abertura pela qual ele entra em Estrasburgo, marcando assim a submissão da cidade ao poder real. Mandado pelo rei, Jacques François Blondel desenhou um plano de embelezamento de Estrasburgo que, por falta de financiamento, foi realizado apenas parcialmente. Estrasburgo deve a Blondel principalmente a construção da Aubette na praça Kléber e a reforma da praça Marché-Gaillot. Diversos edifícios clássicos foram construídos, o primeiro dos quais foi o Palácio Rohan, habitação de príncipes construída às margens do rio Ill, face às habitações burguesas. Mas foram principalmente as fortificações de Vauban que marcaram este período, com a construção de uma proteção sobre o rio Ill, face às Pontes Cobertas (Ponts Couverts), e a de uma imponente cidadela ao sudeste, situada face à Alemanha. Com o crescimento da indústria e do comércio, a população triplicou no século XIX, passando a 150 000 habitantes.

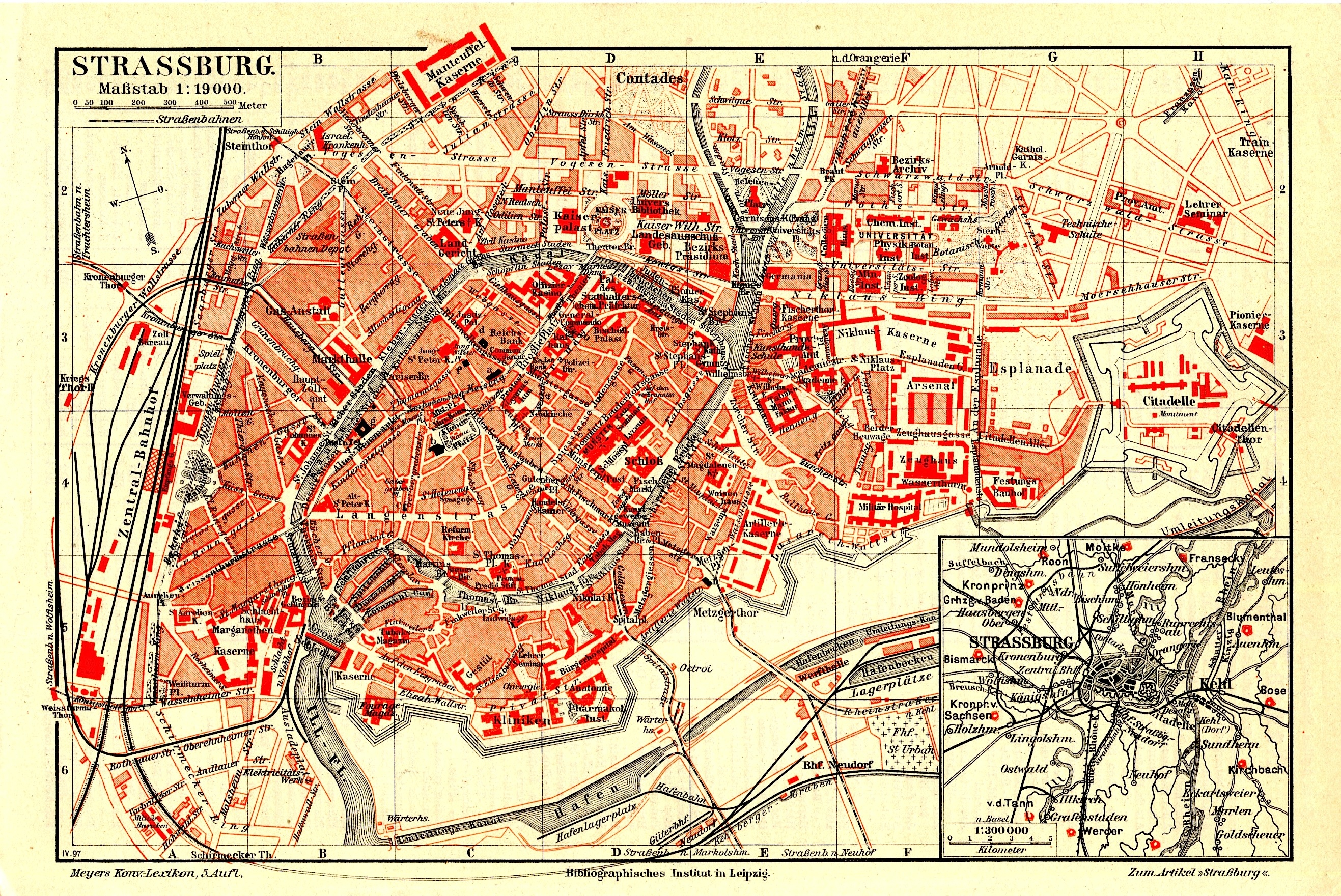
Mapa histórico de Estrasburgo em 1888.

Estrasburgo foi anexada ao recém-estabelecido Império Alemão como capital do Reichsland da Alsácia-Lorena (Alsace-Lorraine) em 1871, após a Guerra franco-prussiana (Tratado de Frankfurt). Este período marcou o apogeu da dominação política e territorial de Estrasburgo. Beneficiou-se igualmente da intenção alemã de transformar a cidade na vitrine da cultura alemã, visando a atrair as populações locais e a mostrar ao mundo e à França a superioridade da cultura germânica. Estrasburgo recebeu então inúmeros edifícios públicos, entre os quais o Palácio do Imperador (atualmente Palácio do Reno), o parlamento da Alsácia-Lorena e o Palácio Universitário. A mais importante extensão urbana de Estrasburgo foi então planificada, tendo como resultado a duplicação da superfície da zona urbana em trinta anos.
A cidade voltou à França após a Primeira Guerra Mundial em 1919, pelo Tratado de Versalhes. Tornou-se novamente parte da Alemanha durante a Segunda Guerra Mundial, de 1940 a 1945, para retornar à França no final da guerra.
Estrasburgo possui um dos melhores biscoitos amanteigados, um símbolo da região, o que atrai muitos turistas e curiosos para degustar esta iguaria.

## Geografia

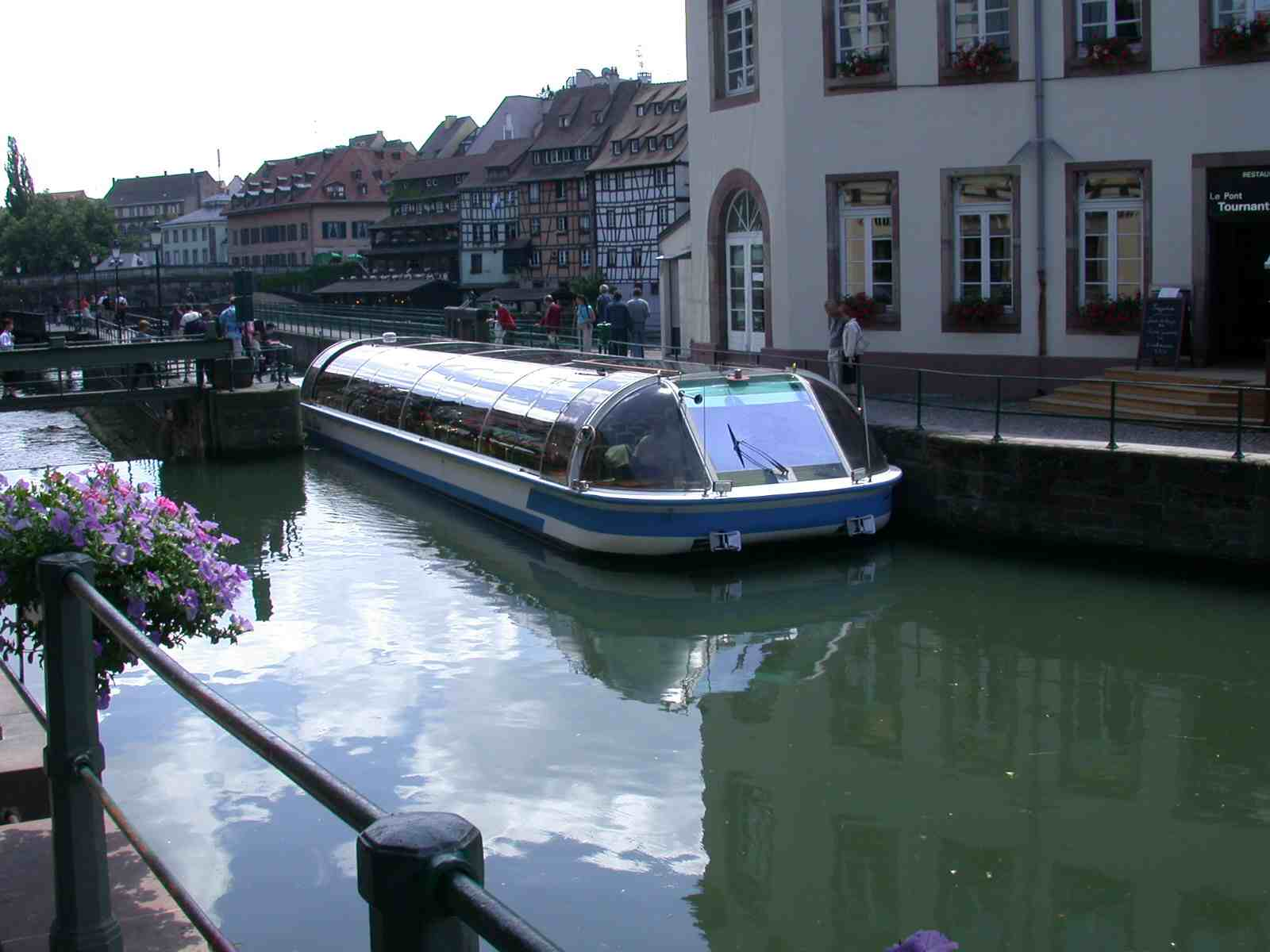
As eclusas de Estrasburgo no rio Ill.

Atravessada pelo rio Ill, afluente do Reno, que se divide para formar até cinco braços no centro da cidade (no setor da Petite France), a cidade é composta de bairros com forte identidade, como Robertsau, Cronenbourg, Koenigshoffen, Hautepierre, Elsau, Krutenau, Neudorf, Meinau e Neuhof. Situada a uma altitude média de 140 metros acima do nível do mar, Estrasburgo caracteriza-se por um relevo relativamente plano. Assim, no centro da cidade, percebem-se somente leves ondulações do terreno, culminando à proximidade da catedral e no cruzamento da Grand-Rue (Grande rua) e da rua do Fossé-des-Tanneurs, correspondendo às zonas de habitações mais antigas.
A cidade é também conhecida como uma das capitais da Europa, devido às inúmeras instituições europeias que ela abriga, entre as quais o Conselho da Europa, o Parlamento europeu (dividido com Bruxelas) e a Corte Europeia dos Direitos Humanos, sem esquecer a cadeia de televisão binacional franco-germânica Arte.

## Pontos de interesse
- Catedral de arquitetura gótica, construída entre 1176 e 1439, cuja torre culmina a 142 metros.
- Pontes cobertas (fortificações medievais sobre o Ill)
- Bairro da Petite France (arquitetura vernacular)
- Maison Kammerzell (século XV)
- Antigas fortificações datando do século XIII, modificadas por Vauban no século XVIII.
- A Aubette (1765 a 1778) (arquiteto: Jacques François Blondel)
- Palácio Rohan (arquiteto: Robert de Cotte)
- Estação Central (1878)
- Palácio universitário (1884) (arquiteto: Otto Warth)
- Cidade-jardim de Stockfeld, início do século XX
- Bairro europeu:
  - Sede do Conselho da Europa (Le Palais de l'Europe) (inauguração em 1977) (arquiteto: Henry Bernard)
  - Tribunal Europeu dos Direitos Humanos (inauguração: 1995) (arquiteto: Richard Rogers)
  - Parlamento europeu (inauguração: 1999) (arquiteto: Architecture Studio)
- Museu de Arte Moderna e Contemporânea de Estrasburgo (inauguração: 1998) (arquiteto: Adrien Fainsilber)

## Estrasburgueses célebres

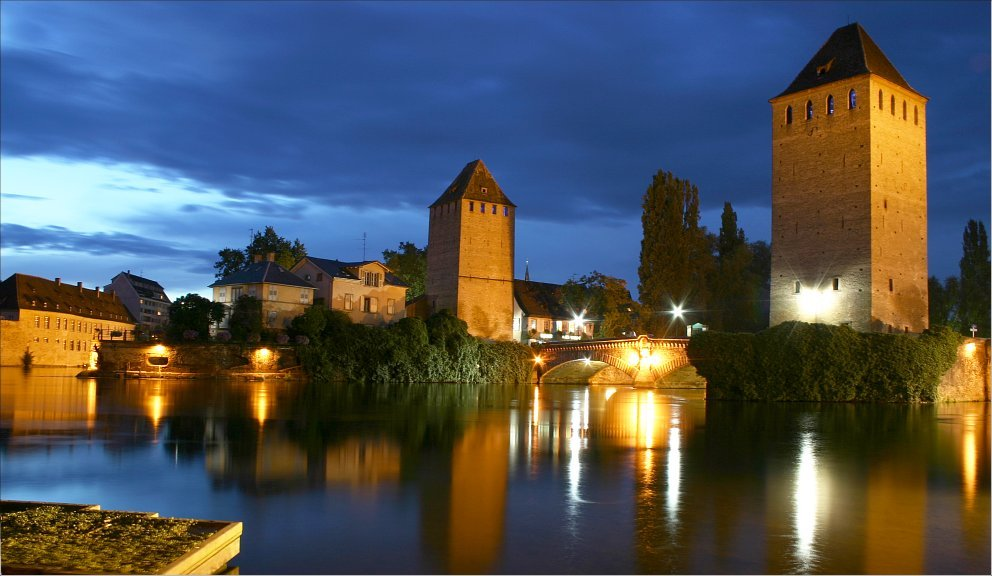
As pontes cobertas, no bairro da Petite France.

- Sébastien Brant (1457-1521), poeta satírico e humanista
- François-Christophe Kellermann (1735-1820), marechal
- Jean-Baptiste Kléber (1753-1800), marechal
- Gustave Doré (1832-1883), pintor
- Paul Émile Appell (1855-1930), matemático
- Jean Arp (1886-1966), artista
- Pierre Pflimlin (1907-2000), presidente do Conselho e do Parlamento europeu
- Herbert Leonard (1945-), cantor
- Mehdi Baala (1978-presente), atleta
- Émile Waldteufel (1838-1915) Músico, compositor
- Hans Bethe (1906-2005), Prémio Nobel de Física de 1967
- Arsène Wenger (1949-presente), técnico de futebol, mais conhecido por seu trabalho no Arsenal

### Residentes célebres
- Johann Gutenberg (1400-1468), inventor da impressão a caracteres metálicos móveis
- Desiderius Erasmus, ou Erasmo (1467-1536), humanista
- João Calvino (1509-1564), defensor da Reforma
- François-Marie Broglie (1671-1745), marechal e governador de Estrasburgo
- Johann Wolfgang von Goethe (1749-1832), escritor
- Wolfgang Amadeus Mozart (1756-1791), músico
- Rouget de Lisle (1760-1836), compositor de la Marseillaise
- Numa Denis Fustel de Coulanges (1830-1889), historiador
- Louis Pasteur (1830-1895)
- Marc Bloch (1886-1944), historiador e membro da resistência
- Albert Schweitzer (1875-1965), teólogo, filósofo, músico e médico
- Chilavert (2000-2002), ex-futebolista paraguaio
- Milton Santos (1956-1958), geógrafo e autor brasileiro

## Ensino universitário

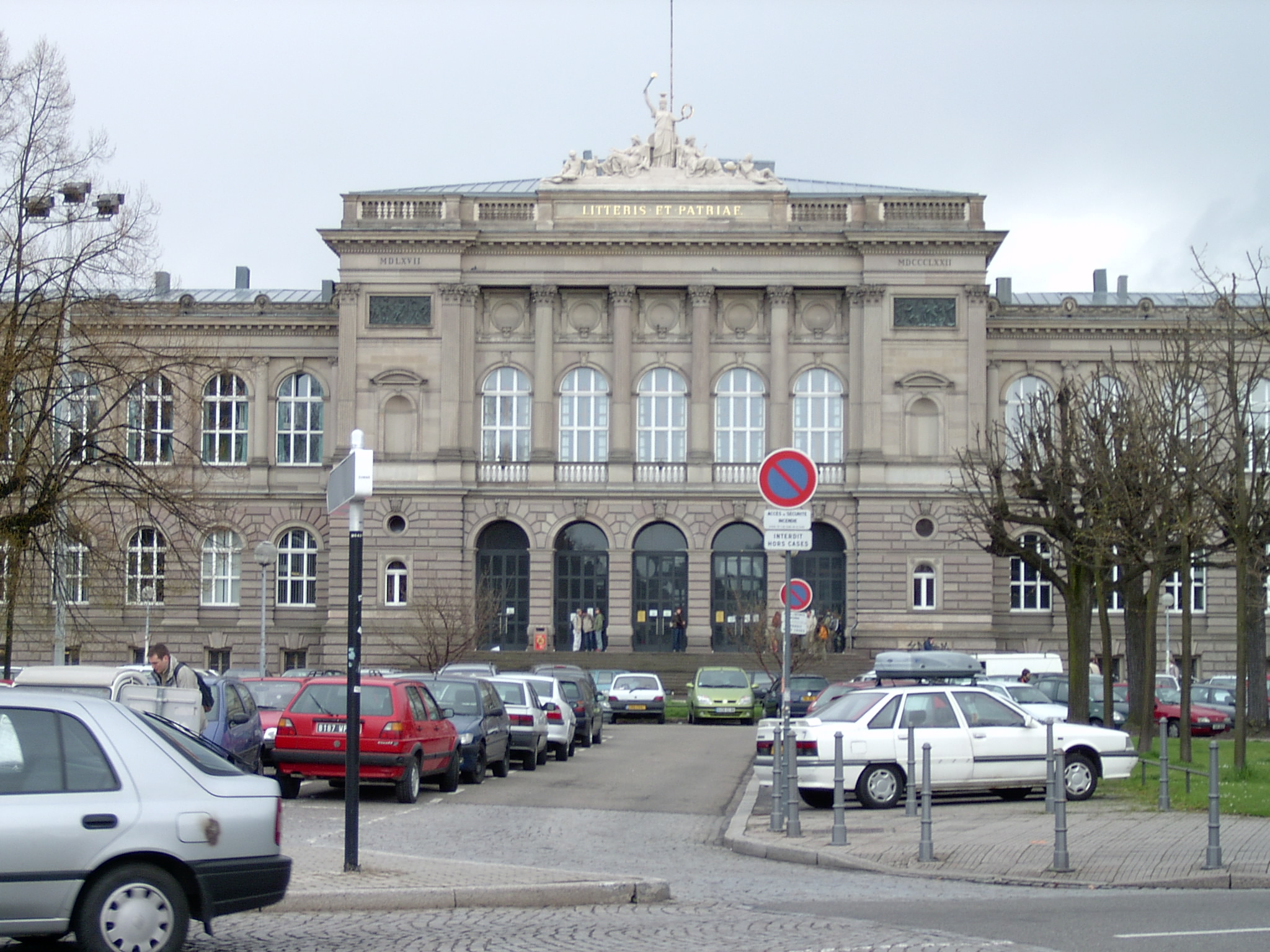
A universidade

As universidades da Academia de Estrasburgoː
- em Mulhouse:
  - Université de Haute Alsace
- em Estrasburgo:
  - Université Louis-Pasteur Strasbourg I
  - Université Marc-Bloch Strasbourg II (chamada antigamente Université des sciences humaines de Strasbourg)
  - Université Robert-Schuman Strasbourg III URS]
  - Centre régional des œuvres universitaires et scolaires de Strasbourg (Crous)
  - EM Strasbourg Business School
  - École nationale supérieure d'informatique pour l'industrie et l'entreprise
  - École pour l'informatique et les techniques avancées
  - European Institute of Technology
  - Instituto superior europeu de gestão grupo
  - Web@cademie

Estrasburgo conta com um pouco menos de 50 000 estudantes, dos quais 37 500 nas suas três universidades. Os estudantes estrangeiros constituem quase um quinto do efetivo (18,5%).